# إشاعة معادية السامية
تعتبر البطاقات اللا سامية شائعات لا أساس لها من الصحة أو مزاعم كاذبة تشوه اليهودية كدين، أو تشهر باليهود كمجموعة عرقية أو دينية. منذ العصور الوسطى على الأقل، غالبًا ما يشكلون جزءًا من نظريات المؤامرة اليهودية الأوسع.
يرجع تاريخ بعض المعاديين لسامية إلى ميلاد المسيحية، ولا سيما المسؤولية اليهودية عن وفاة يسوع. في أوروبا التي يعود تاريخها إلى العصور الوسطى، اتسع نطاق القنوات المعادية للسامية واستخدمت كأساس لعمليات الاضطهاد المنتظمة وعمليات الطرد الرسمية لليهود من إنجلترا وفرنسا وألمانيا وإسبانيا والبرتغال. في هذه الأوقات كان يعتقد على نطاق واسع أن اليهود تسببوا في أوبئة مثل الموت الأسود بتسمم الآبار واستهلكوا طقوس دماء المسيحيين.
ابتداءً من القرن التاسع عشر، ظهرت الفكرة المعادية للسامية بأن اليهود كانوا يخططون للسيطرة على العالم من خلال تعزيز الرأسمالية والمشاركة في الأعمال المصرفية والمالية. في القرن العشرين، تم إضافة بعض الإشاعات المعادية للسامية بأن اليهود كانوا مسؤولين أيضًا عن نشر الشيوعية وسيحاولون السيطرة على صناعة الإعلام.   
يعتبر إنكار الهولوكوست أيضًا نظرية مؤامرة معادية للسامية بسبب موقفها من أن المحرقة هي خدعة تهدف إلى النهوض بمصالح اليهود وتبرير قيام دولة إسرائيل. 

## القنوات الاقتصادية والسياسية

### السيطرة على العالم
عادة ما يعتبر نشر بروتوكولات حكماء صهيون في عام 1903 بمثابة بداية لأدب نظرية المؤامرة المعاصرة.
لا تشمل الكتابات فقط هذه الكتابات التي تسعى إلى اتهام اليهود بمحاولة السيطرة على العالم، ولكن أيضًا الصور الرسومية التي تصور اليهود أو مؤيديهم، كمحاوليين للسيطرة على العالم. من الأمثلة على هذه الصور الرسوم الكاريكاتورية النازية التي تصور اليهود على أنها أخطبوطات، تطوق العالم. ومن الأمثلة الحديثة على ذلك إعادة طباعة نص هنري فورد المعاد للسامية عام 2001، "اليهودي الدولي في مصر"، مع نفس صور الأخطبوط على الغلاف الأمامي.
من بين أوائل دحض البروتوكولات باعتبارها مزورة كانت هناك سلسلة من المقالات التي نشرت في صحيفة تايمز أوف لندن عام 1921. كشفت هذه السلسلة أن الكثير من المواد الموجودة في البروتوكولات كانت مسروقة من هجاء سياسي سابق لم يكن له موضوع معاد للسامية. منذ عام 1903، عندما ظهرت البروتوكولات لأول مرة في المطبوعات، قدم ناشروها الأوائل شهادات غامضة ومتناقضة في كثير من الأحيان توضح بالتفصيل كيف حصلوا على نسخهم من المخطوطة الأصلية المشائعة.

### السيطرة على وسائل الإعلام

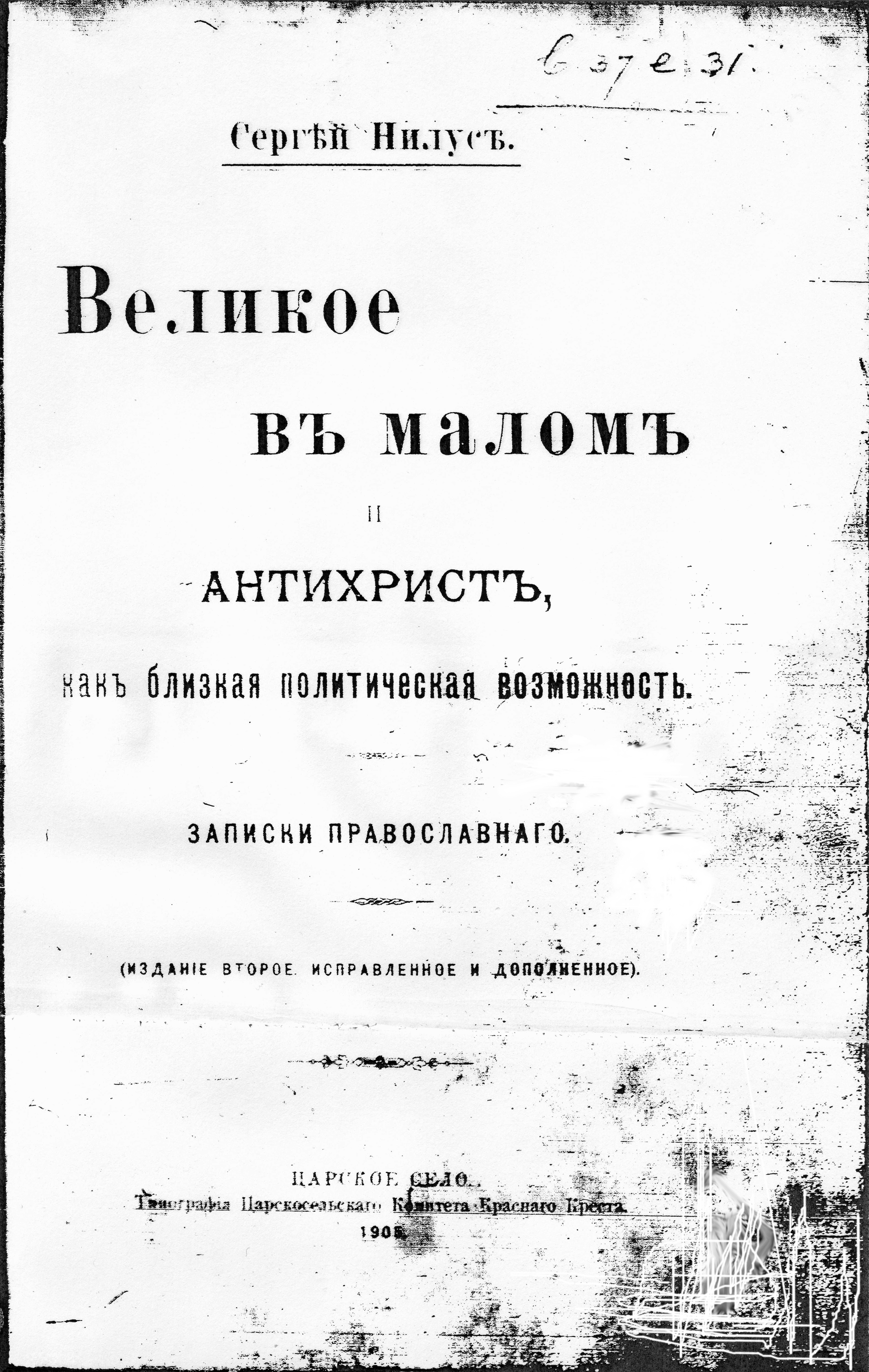
الطبعة الأولى من بروتوكولات حكماء صهيون

أحد الكليشيهات المعادية للسامية هو أن «اليهود يسيطرون على وسائل الإعلام» وهوليوود  تاريخيا، تم تتبعها في مصداقية منشورات أوائل القرن العشرين مثل بروتوكولات حكماء صهيون (1903) ولهنري فورد ' ديربورن اندبندنت.

في عام 1997 نشر جي. ج. جولدبرج، مدير تحرير جريدة The Forward، دراسة عن هذه الأسطورة المتعلقة بالولايات المتحدة،  وخلص إلى أنه على الرغم من أن اليهود يحتلون العديد من المناصب البارزة في صناعة الإعلام الأمريكية، إلا أنهم "لا يعطون أولوية" للقضايا اليهودية "وأن اليهود الأميركيين ينظرون عمومًا إلى وسائل الإعلام على أنها معادية لإسرائيل. ركزت المتغيرات على هذا الموضوع على هوليوود، والصحافة،     وصناعة الموسيقى.     
 كثير من هؤلاء الأفراد يهود فقط بمعنى أن آبائهم أو أجدادهم يهود. إنهم لا يعيشون حياة يهودية أو يدعمون القضايا اليهودية. بالتأكيد لا يتآمرون لممارسة أي نوع من "السيطرة اليهودية" على المناطق التي يعملون فيها. في الواقع، فإن العديد من الأفراد اليهود الذين هم في مواقع السلطة معادون لإسرائيل وينتقدون القيم اليهودية. الآخرين ببساطة لا يهتمون بهذه القضايا. . . لذلك دعونا نتوقف عن كل هذا الهراء حول السيطرة اليهودية على وسائل الإعلام ونشيد بأفراد من اليهود الذين اكتسبوا مكانهم، كأفراد، في العديد من مجالات الحياة الأمريكية، بفضل العمل الجاد والموهبة. اعتقدت دائما أن هذا كان الحلم الأمريكي. 

### السيطرة على النظام المالي العالمي
قامت رابطة مكافحة التشهير بتوثيق العديد من القوانين المعادية للسامية المتعلقة باليهود والأعمال المصرفية،  بما في ذلك الأسطورة القائلة بأن البنوك العالمية تهيمن عليها عائلة روتشيلد،  بأن اليهود يسيطرون على وول ستريت، وأن اليهود يسيطرون على الاحتياطي الفيدرالي للولايات المتحدة.

في مقال كتبه الناشط المناهض للعنصرية تيم وايز حول مثل هذه الاتهامات بالتحكم المالي اليهودي، كتب: 

### الربا والربح
في العصور الوسطى، تم نبذ اليهود من معظم المهن من قبل الكنيسة المسيحية والنقابات، وتم دفعهم إلى مهن هامشية تعتبر أدنى من الناحية الاجتماعية، مثل جمع الضرائب والإيجار وجمع الأموال. في الوقت نفسه، منع قانون وأحكام الكنيسة المسيحيين من فرض الفائدة. على سبيل المثال، هدد المجلس الثالث لاتران 1179 بالحرمان من أي إقراض مسيحي. الأشخاص الذين أرادوا أو احتاجوا إلى اقتراض المال غالباً ما لجأوا إلى اليهود.

### «ضريبة كشروت»
تدعي «ضريبة الكوشر» (أو «الضريبة اليهودية») أن منتجي المواد الغذائية يجبرون على دفع مبلغ باهظ للحصول على الحق في عرض رمز على منتجاتهم يشير إلى أنه كشروت، وأن هذه التكلفة تنتقل سراً إلى المستهلكين من خلال ارتفاع الأسعار التي تشكل «ضريبة كوشير».  ينتشر بشكل أساسي من قبل المنظمات البيضاء المتطرفة المعادية للسامية وغيرها من المنظمات المتطرفة.

### نشر الشيوعية
في القرن العشرين، بدأت مزاعم بأن اليهود كانوا مسؤولين عن نشر الشيوعية، وأبرز مثال على ذلك بروتوكولات حكماء صهيون (1903).

## إشاعات دينية

### الذنب لموت يسوع الناصري
غالبًا ما يتم إلقاء اللوم على موت يسوع على اليهود. Matthew 27:24–25 قد تم الاحتجاج به لإلقاء اللوم على اليهود «عبر الأجيال»: 